# 奧氏寶蓮燈魚
奧氏寶蓮燈魚，為輻鰭魚綱脂鯉目脂鯉亞目脂鯉科的其中一個種。分布於南美洲秘魯Ucayali河流域，體長可達3.4公分，棲息在底中層水域，生活習性不明。